# 1 Pułk Artylerii Motorowej (II RP)

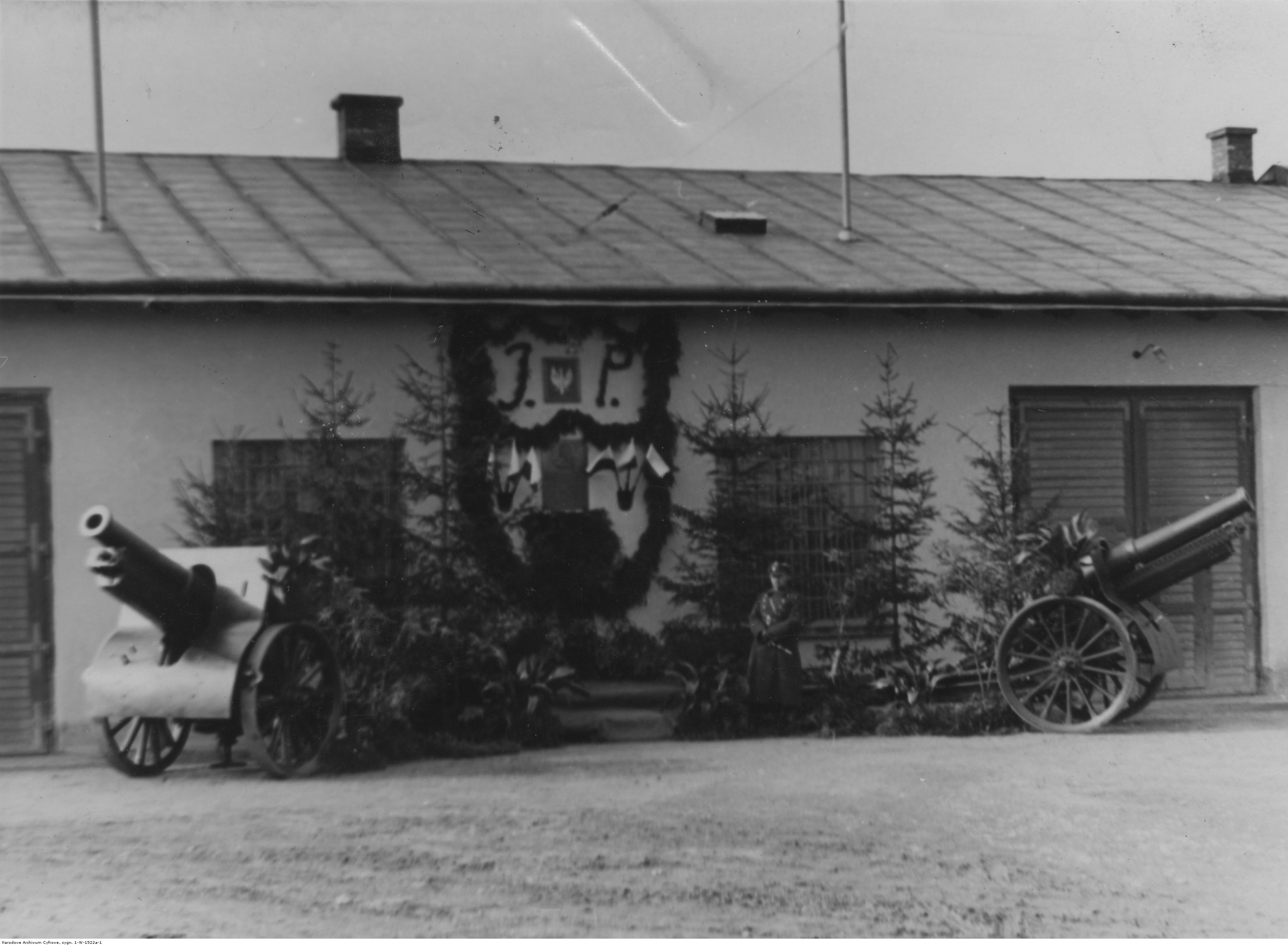
Budynek 1 pam w Stryju - na ścianie tablica ku czci Marszałka Józefa Piłsudskiego, obok widoczne 155 mm haubice wz. 1917

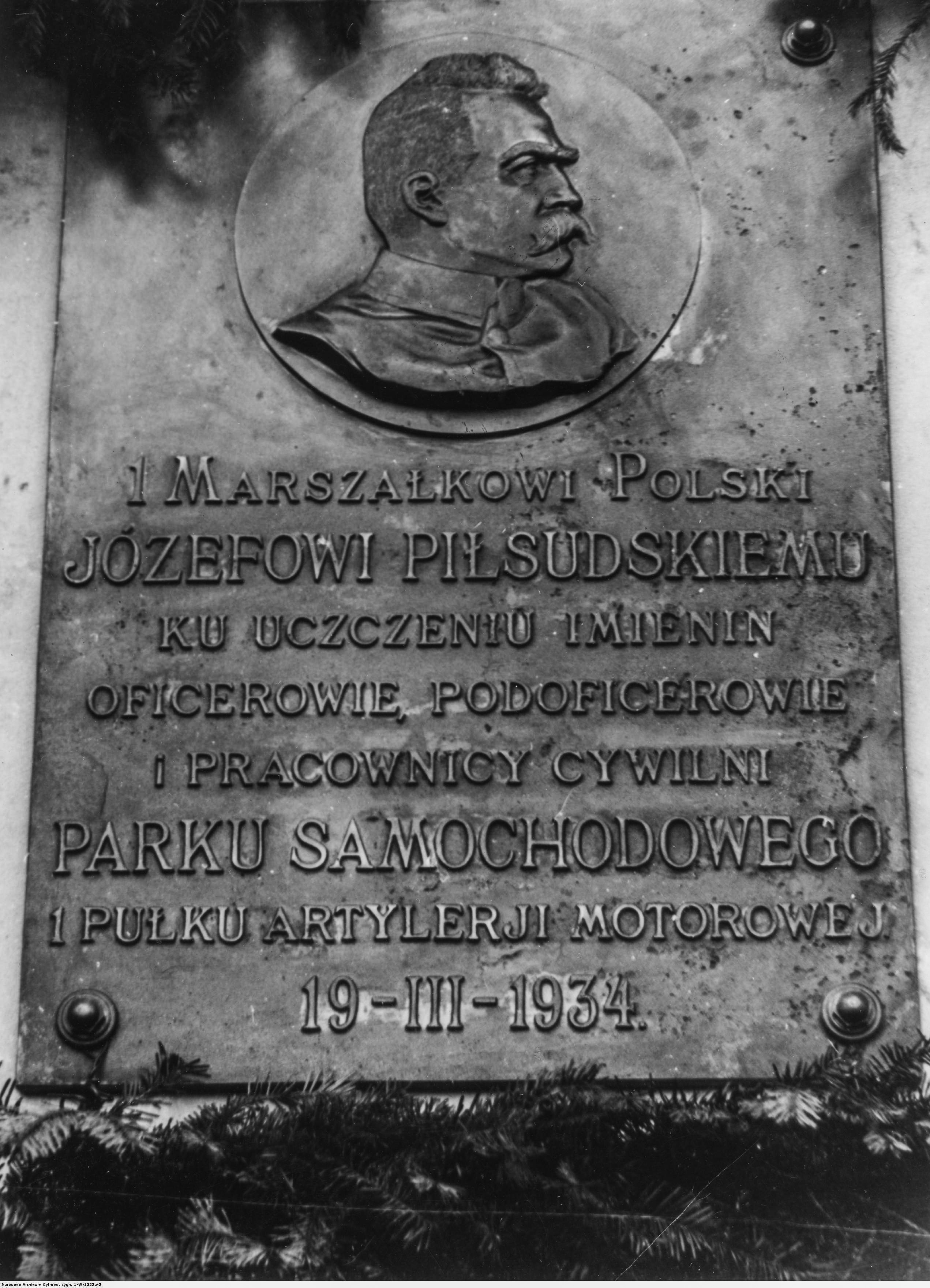
Tablica pamiątkowa ku czci Marszałka Józefa Piłsudskiego na budynku 1 pam

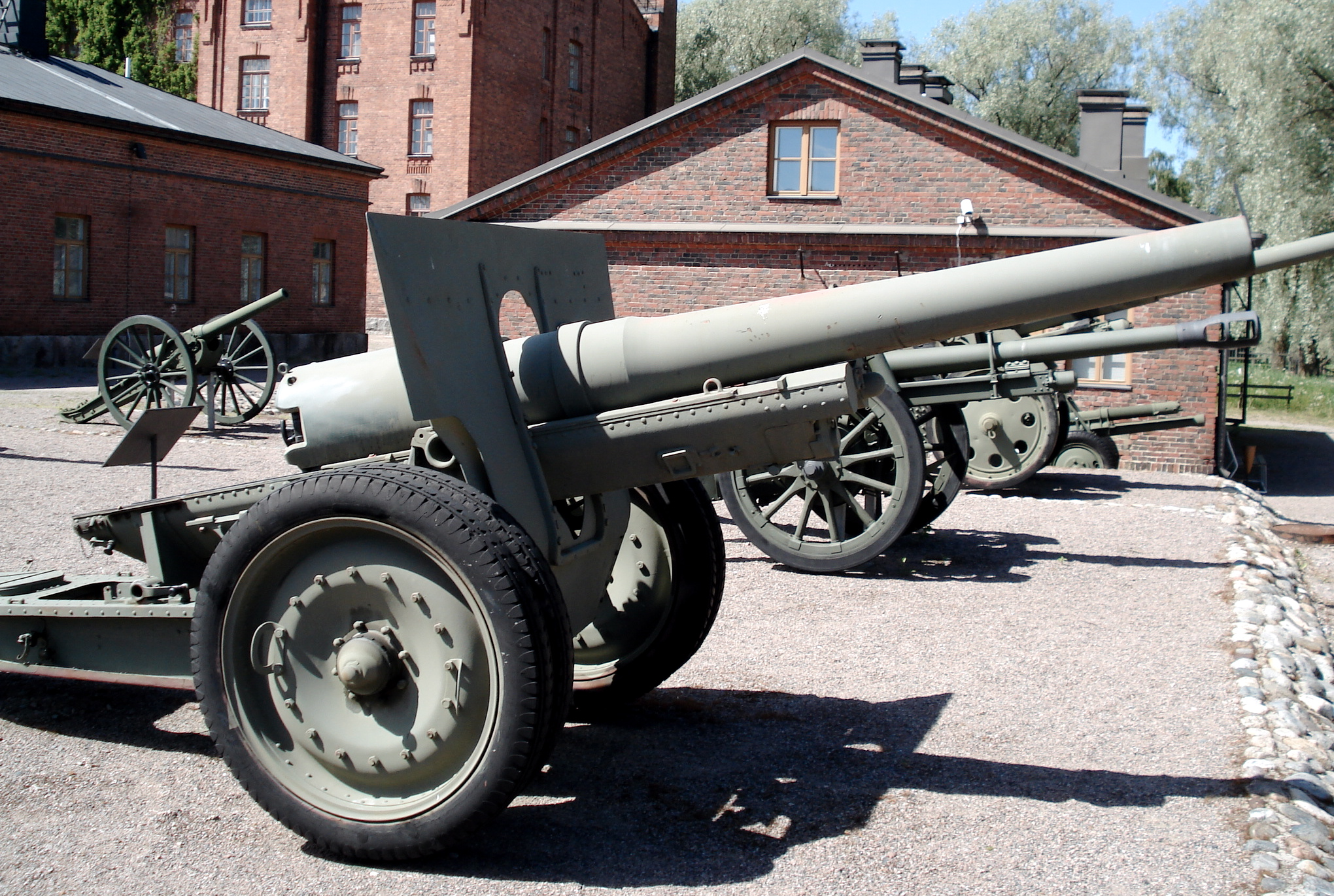
Armata wz. 1878/10/31

1 Pułk Artylerii Motorowej – oddział artylerii Wojska Polskiego w II Rzeczypospolitej.
Pułk w stacjonował w garnizonie Stryj.
Swoje święto obchodził 16 września w rocznicę walki stoczonej pod Dytiatynem.

## Historia pułku
1 pułk artylerii motorowej został sformowany na podstawie rozkazu L.dz. 1129/tj./org. ministra spraw wojskowych z dnia 1 sierpnia 1931 na bazie rozwiązanego 1 pułku artylerii górskiej.
Swoje święto obchodził 16 września w rocznicę walki stoczonej pod Dytiatynem przez 4 baterię 1 pułku artylerii górskiej pod dowództwem kpt. Adama Zająca z oddziałami 8 Dywizji Kozaków. W trwającym 6 godzin boju zginął dowódca baterii, dwóch oficerów (por. Władysław Świebodzki i por. Franciszek Wątroba) oraz około 50 podoficerów i kanonierów. Dowódca 8 Dywizji Piechoty, płk Stanisław Burhardt-Bukacki w rozkazie Nr 121/20 napisał „na dowód też uznania tego męstwa i poświęcenia przedstawiono baterię 4-ą 1-go pułku artylerii górskiej, jako „baterię śmierci” do Krzyża Virtuti Militari”.
Z dniem 15 września 1938 na podstawie rozkazu L.dz. 5029/tj. Departamentu Dowodzenia Ogólnego MSWojsk. z dnia 27 sierpnia 1938 wprowadzono nową organizację pułku na stopie pokojowej. Zgodnie z nowym etatem w skład pułku wchodziły dwie baterie 75 mm armat, jedna bateria 100 mm haubic i dwie baterie 120 mm armat oraz bateria łączności, bateria techniczno-gospodarcza i park samochodowy.
W sierpniu i wrześniu 1938 pułk razem z 10 Brygadą Kawalerii
wziął udział w manewrach na Wołyniu. Manewry zakończyła defilada w Łucku. Bezpośrednio po zakończeniu defilady pułk został przetransportowany koleją w rejon Skoczowa. Tam wszedł w skład Samodzielnej Grupy Operacyjnej „Śląsk” gen. bryg. Władysława Bortnowskiego. W październiku tego roku uczestniczył w zajęciu Zaolzia.
Latem 1939 przystąpiono do formowania Warszawskiej Brygady Pancerno-Motorowej. W strukturze organizacyjnej brygady, na stopie wojennej (podobnie jak w 10 BK), przewidziano pododdział wsparcia w postaci dywizjonu artylerii lekkiej. W związku z powyższym w 1 pułku artylerii motorowej rozpoczęto organizację III dywizjonu. Podstawę organizacji stanowił rozkaz L.dz. 5835/tj. D.D.O. MSWojsk. z dnia 25 czerwca tego roku. Zgodnie z tym rozkazem organizacja dywizjonu miała zostać zakończona do 1 sierpnia. 24 lipca Biuro Administracji Armii zarządzeniem L.dz. 2277/tj. poleciło wyposażyć dywizjon w 4 armaty 75 mm i 4 haubice 100 mm.

## Mobilizacja i rozformowanie pułku
Zgodnie z planem mobilizacyjnym „W” pułk po sformowaniu przewidzianych planem pododdziałów ulegał likwidacji.
W mobilizacji alarmowej, w grupie jednostek oznaczonych kolorem czarnym, pododdziały pułku mobilizowały:
- 16 dywizjon artylerii lekkiej motorowej (I dywizjon)
- motorowy pluton parku uzbrojenia nr 671 (bateria techniczno-gospodarcza)

W I rzucie mobilizacji powszechnej:
- 6 dywizjon artylerii ciężkiej motorowej (II dywizjon)
- filia parku stałego broni pancernych nr 61 (park samochodowy)

15 sierpnia I dywizjon, przebywający w rejonie Rzeszowa na koncentracji oddziałów 10 Brygady Kawalerii, został postawiony w stan gotowości bojowej. 24 sierpnia po zarządzeniu mobilizacji alarmowej grupy czarnej został uzupełniony do stanu wojennego. 31 sierpnia, w pierwszym dniu mobilizacji powszechnej, I dywizjon został przemianowany na 16 dywizjon artylerii lekkiej motorowej. Z tej okazji dowódca dywizjonu, mjr Kazimierz Żmudziński zorganizował „kolację” z udziałem między innymi dowódcy i szefa sztabu 10 BK.
Tego samego dnia w m. Nieżuchów, 4 km na południowy wschód od Stryja mobilizację rozpoczął II dywizjon. W nocy z 4 na 5 września dywizjon zakończył mobilizację i powrócił do garnizonu. Tam został przemianowany na 6 dywizjon artylerii ciężkiej motorowej, załadowany na transport kolejowy i skierowany przez Przemyśl do Sandomierza. Zgodnie z planem operacyjnym „Zachód” dywizjon miał wejść w skład Armii „Łódź”. W nocy z 6 na 7 września dywizjon wyładowany został w rejonie Rudnika nad Sanem, a następnie skierowany do odwodu Armii „Lublin” w rejonie Urzędowa.
Pod koniec lipca 1939 roku rozpoczęto tworzenie na bazie 3 baterii lekkiej, nowego dywizjonu artylerii lekkiej motorowej dla Warszawskiej Brygady Pancerno-Motorowej. Od ogłoszenia mobilizacji alarmowej tworzenie dywizjonu nabrało tempa, formowano nowe pododdziały i pobierano zaopatrzenie. 1 września przemianowany na 2 dywizjon artylerii motorowej. Zamiast baterii 100 mm haubic dywizjon otrzymał 1 września sprzęt w postaci 4 armat 75 mm pozostałych po 1 baterii lekkiej przezbrojonej w lipcu 1939 roku w haubice 100 mm. Zgrywanie pododdziałów przerwane zostało w dniu 3 września rozkazem do przegrupowania w rejon koncentracji Warszawskiej Brygady Pancerno-Motorowej.

### Oddział Zbierania Nadwyżek 1 pam
Po zakończeniu mobilizacji z pozostałości pułku zorganizowano Oddział Zbierania Nadwyżek pod dowództwem kpt. Leona Rutkowskiego, składał się on z: 
- pocztu dowódcy oddziału
- 1 baterii – por. Wacław Roszkiewicz
- 2 baterii – por. Stefan Mich
- 3 baterii – por. Albin Gruchałła-Węsierski

Kadra 3 baterii miała sformować trzecią baterię dla 16 dywizjonu artylerii lekkiej motorowej. Oddział Zbierania Nadwyżek osiągnął stan 402 oficerów i szeregowych. OZN 1 pam załadowano do transportu kolejowego w nocy 5/6 września 1939 roku i wysłano celem połączenia się z Ośrodkiem Zapasowym Artylerii Motorowej, który organizowany był w mobilizacji powszechnej w Górze Kalwarii. Po przybyciu do Radymna, w dniu 7 września stacja i pociąg były kilkakrotnie bombardowane przez lotnictwo wroga. W wyniku czego poległo 17 żołnierzy, a ok. 40 zostało rannych, zniszczeniu uległa 1 armata 75 mm, akta pułku uległy spaleniu. Z uwagi na zniszczenie torów kolejowych, transport zgodnie z rozkazem dowództwa DOK nr X miał wrócić do Stryja. Po dotarciu do Dobromila, z uwagi na zniszczenia linii kolejowej wywagonowano i marszem pieszym i samochodowym dotarł w okolice Stryja, a następnie 12 września wymaszerował do Doliny. Na miejscu w składzie 3 baterii pod dowództwem ppłk. Piotra Jezierskiego - nowego dowódcy OZN 1 pam, w sile 311 żołnierzy uzbrojony w 1 rkm i ok. 70 kbk, otrzymał dodatkowe 40 kbk i prowadził uzbrojoną częścią działania patrolowe i asystencyjne. Przemaszerował do Nadwórnej, gdzie dotarł 17 września. Skąd maszerował w kierunku granicy polsko-węgierskiej, po połączeniu z 10 BK płk. Maczka, przekroczył w dniu 19 września granicę na Przełęczy Tatarskiej i został internowany. 

## Żołnierze 1 pamot
Dowódcy pułku

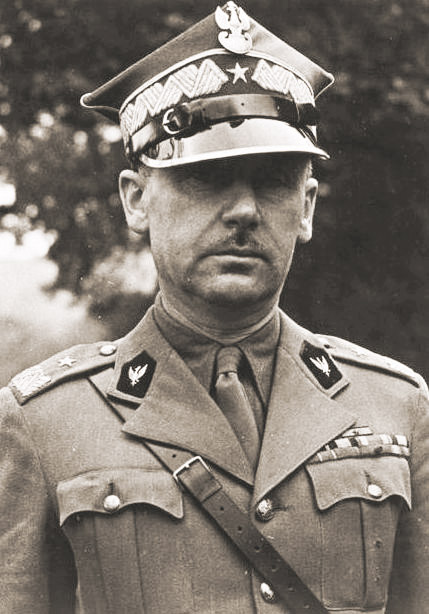
Stanisław Kopański

- ppłk art. Tadeusz Bogdanowicz (VI 1931[5] – XI 1935 )
- ppłk dypl. art. Stanisław Rola-Arciszewski (21 XI 1935[6] – 25 V 1937)
- ppłk dypl. art. Stanisław Kopański (25 V 1937[6] – III 1939)
- płk dypl. art. Tadeusz Popławski (III[6] – VIII 1939)

Zastępcy dowódcy pułku
- ppłk art. Józef Rymut (I 1930 - V 1936)
- ppłk art. Edward Peszkowski (do 1939)
- mjr art. Józef Hildebrandt (II zastępca dowódcy/kwatermistrz – 1939)

### Organizacja i obsada personalna w 1939
Obsada personalna w marcu 1939 roku:
- dowódca – vacat
- I zastępca dowódcy – ppłk Edward Peszkowski
- adiutant – kpt. Ferdynand Schwetlich
- naczelny lekarz medycyny – kpt. dr Stanisław Jaworowski
- mł. lekarz medycyny – por. lek. Stanisław Kazimierz Pawłowski
- oficer zwiadowczy – mjr Kazimierz Józef Żmudziński
- oficer placu Stryj – kpt. adm. (art.) Jakub II Mikoś
- II zastępca dowódcy [kwatermistrz] – mjr Józef Hildebrandt
- oficer mobilizacyjny – kpt. Jan Bolesław Sołtyski
- zastępca oficera mobilizacyjnego – por. Albin August Teofil Gruchała-Węsierski
- oficer administracyjno-materiałowy – por. Tadeusz Bober
- oficer gospodarczy – kpt. int. Piotr Doliński
- oficer żywnościowy – vacat
- dowódca plutonu łączności – por. Bolesław Rudolf Glazer
- oficer plutonu – ppor. Henryk Stanisław Józefowicz
- dowódca szkoły podoficerskiej – kpt. Jan Franciszek Lewandowski
- zastępca dowódcy – por. Zenon Dorociak
- dowódca plutonu – ppor. Marian Drost
- dowódca plutonu – ppor. Tadeusz Jencka
- dowódca plutonu – ppor. Marcin Rupniak
- dowódca plutonu – ppor. Alfred Zawadzki
- dowódca I dywizjonu – mjr Franciszek Rafacz
- oficer zwiadowczy dywizjonu – por. Zygmunt Dominik Jakubowski
- dowódca 1 baterii – kpt. Jerzy Janasiewicz
- dowódca plutonu – por. Jan Stanisław Serafin
- dowódca 2 baterii – kpt. Wincenty Henryk Pawłowski
- dowódca plutonu – ppor. Jerzy Piotr Żarski
- dowódca 3 baterii lekkiej – kpt. Kazimierz Malczewski
- dowódca plutonu – ppor. Wacław Roszkiewicz
- dowódca II dywizjonu – mjr Stanisław Józef Łukawiecki
- oficer zwiadowczy dywizjonu – vacat
- dowódca 3 baterii ciężkiej – kpt. Leon Rutkowski
- dowódca plutonu – por. Stefan Mich
- dowódca plutonu – ppor. Jan Rabski
- dowódca 4 baterii – por. Kazimierz Makuch
- dowódca plutonu – ppor. Stanisław Maciej Więckowski
- dowódca 5 baterii – kpt. Tadeusz Stanisław Kontecki
- dowódca plutonu – ppor. Marian Zbigniew Włodzimierz Garczyński
- dowódca baterii techniczno-gospodarczej – kpt. Jan Tomala
- dowódca plutonu technicznego – por. Eugeniusz Olszewski
- komendant parku samochodowego – kpt. Jerzy Andrzej Mieczysław Kunstetter
- kierownik warsztatów samochodowych – por. adm. (art.) Jan Kowalski
- na kursie – por. Władysław Jakowlew

### Żołnierze pułku – ofiary zbrodni katyńskiej
Biogramy zamordowanych znajdują się na stronie internetowej Muzeum Katyńskiego
| Nazwisko i imię                | stopień              | zawód                | miejsce pracy przed mobilizacją   | zamordowany |
| ------------------------------ | -------------------- | -------------------- | --------------------------------- | ----------- |
| Lisowski Bogusław              | podporucznik rezerwy | technik              | huta w Chorzowie                  | Katyń       |
| Markowski Wojciech             | podporucznik rezerwy | inżynier             |                                   | Katyń       |
| Morski Emil                    | porucznik rezerwy    | inżynier             |                                   | Katyń       |
| Siedmiograj Witold             | podporucznik rezerwy | inżynier             | Fabryka Amunicji nr 2             | Katyń       |
| Drost Marian                   | podporucznik         | oficer służby stałej |                                   | Charków     |
| Jakowlew Władysław             | porucznik            | oficer służby stałej |                                   | Charków     |
| Morczyński Leopold Marian      | podporucznik rezerwy | inżynier mechanik    | Fabryka Maszyn „Moj” w Katowicach | Charków     |
| Pukowski Józef                 | podporucznik rezerwy | urzędnik             | pracował we Lwowie                | Charków     |
| Rabski Jan                     | podporucznik         | oficer służby stałej |                                   | Charków     |
| Szczuciński Władysław Wojciech | podporucznik lekarz  | oficer służby stałej |                                   | Charków     |

## Organizacja pokojowa pułku
| w 1931 roku                                                                       | z 15 września 1938 roku        |
| --------------------------------------------------------------------------------- | ------------------------------ |
| dowództwo                                                                         | dowództwo                      |
| kwatermistrzostwo                                                                 | kwatermistrzostwo              |
| pluton administracyjny                                                            | bateria techniczno-gospodarcza |
| pluton łączności                                                                  | bateria łączności              |
| -                                                                                 | park samochodowy               |
| I dywizjon                                                                        | I dywizjon                     |
| 1 bateria „Śmierci”                                                               | 1 bateria (armaty 75 mm)       |
| 2 bateria                                                                         | 2 bateria (armaty 75 mm)       |
| -                                                                                 | 3 bateria (haubice 100 mm)     |
| II dywizjon                                                                       | II dywizjon                    |
| 3 bateria                                                                         | 4 bateria (armaty 120 mm)      |
| 4 bateria                                                                         | 5 bateria (armaty 120 mm)      |
| Stan etatowy pułku liczył 33 oficerów, 79 podoficerów zawodowych i 429 kanonierów |                                |

## Symbole pułku
Sztandar

Sztandar pułku

Nadanie sztandaru i zatwierdzenie jego wzoru ujęte zostało w Dodatku Tajnym nr 3 do Dziennika Rozkazów MSWojsk. z 17 lutego 1938, nr 3 poz. 28.
W dniu 29 listopada 1938 roku minister spraw wojskowych generał dywizji Tadeusz Kasprzycki wręczył pułkowi sztandar ufundowany przez społeczeństwo ziemi stanisławowskiej. W czasie tej samej uroczystości sztandary otrzymały również pozostałe oddziały 6 Grupy Artylerii.
Odznaka pamiątkowa
18 lutego 1933 roku Minister Spraw Wojskowych zatwierdził wzór i regulamin odznaki pamiątkowej 1 pułku artylerii motorowej. Odznakę dwuczęściową o wymiarach 40x40 mm, stanowi swastyka lewoskrętna z ramionami pokrytymi białą emalią i ze złotymi krawędziami. Na środek swastyki nałożona tarcza okrągła o polach pokrytych emalią w barwach artylerii: ciemnozieloną i czarną, ze złotą cyfrą i inicjałami pułku – "1 PAM" w otoku koła zębatego, na tle skrzyżowanych, złoconych luf armatnich. Wykonawcą odznak oficerskich ze srebra i emaliowanych oraz z alpaki i emaliowanych był Adam Nagalski z Warszawy, ul. Bielańska 16.